# Southampton Football Club 2024-2025
Questa voce raccoglie le informazioni riguardanti il Southampton Football Club nelle competizioni ufficiali della stagione 2024-2025.

## Stagione
A inizio campionato, resta in panchina Russell Martin, già autore della promozione tramite i play-off di Championship avvenuta nel maggio del 2024. Il percorso in campionato dei Saints si presenta però subito in salita, in quanto perdono le prime quattro partite contro Newcastle Utd, Nottingham Forest, Brentford e Manchester Utd; gli sporadici risultati utili (a partire da un 1-1 contro l'Ipswich Town alla giornata successiva e una vittoria per 1-0 contro l'Everton) sono anzi troppo pochi per controbilanciare un campionato che giornata dopo giornata si presenta sempre più disastrato.
Alla fine, Martin viene esonerato il 15 dicembre 2024 dopo che la squadra perde per 5-0 contro il Tottenham alla sedicesima giornata. Al suo posto, cinque giorni dopo, si presenta Ivan Jurić, già cacciato dalla Roma, ma le cose non migliorano: lo 0-0 contro il Fulham, la vittoria per 2-1 contro l'Ipswich e l'1-1 contro il Crystal Palace sono gli unici tre risultati utili conseguiti sotto la gestione del croato. La retrocessione del Southampton viene confermata dopo la sconfitta in trasferta per 3-1 contro il Tottenham il 6 aprile 2025; con soli 10 punti accumulati fino a quel momento e un divario di 22 punti dal 17° posto a sette giornate dalla fine del campionato, il Southampton supera il record per il declassamento più rapido nella storia della Premier League, detenuto in precedenza a pari merito dal Derby County nel 2007-2008 e dall'Huddersfield Town nel 2018-2019. All'indomani della sconfitta, Jurić rescinde il proprio contratto con la società biancorossa, venendo sostituito da Simon Rusk per le ultime sette giornate di Premier League.

## Divise e sponsor
La prima e la seconda divisa sono state rilasciate a luglio 2024. La nuova linea segna il passaggio da Hummel a Puma come sponsor tecnico, cambiamento già annunciato nel corso della precedente stagione. La prima maglia si riaccosta alle tradizioni del club, infatti presenta la classica palatura verticale biancorossa sia sul corpo che sulle maniche e dettagli neri per quest'ultime e per il colletto. I pantaloncini sono neri e i calzettoni bianchi con bordi rossi. La tenuta da trasferta è invece giallo fluo e propone un design geometrico con il giallo. Al contrario della maglia da casa, i dettagli così come i pantaloncini non sono neri bensì blu navy, con questo colore che appare anche sui bordi dei calzettoni. Il completo alternativo è svelato la mattina del 7 agosto; è rosa brillante con inserti giallo elettrico, i dettagli sono bianchi con lo stesso motivo geometrico della precedente e i pantaloncini si abbinano con la maglietta, così come i calzettoni. Per i portieri sono previste quattro tonalità: bianco sporco, arancione, verde e viola.
Lo sponsor principale è Rollbit, mentre quello di manica è P&O Cruises. In Carabao Cup è presente anche uno sponsor sul retro, ossia Garmin.
| Casa | Trasferta | Terza divisa |

## Organigramma societario
Dal sito internet ufficiale della società.
Area direttiva
- Presidente: Henrik Kraft fino al 14 gennaio 2025,[19] poi Dragan Šolak
- Amministratore delegato: Phil Parsons
- Amministratore: Andy Young
- Rappresentante di Katharina Liebherr: Rolf Bögli
- Direttore generale: Rasmus Ankersen

Area organizzativa
- Direttore operativo: Tim Greenwell
- Responsabile delle prestazioni: Mark Bitcon
- Direttrice delle risorse umane: Michelle Butler
- Direttore finanziario: Michael Fenn
- Revisore dei conti: Greg Baker
- Segretaria generale: Ros Wheeler
- Capo della sicurezza: Andy Darbyshire
- SLO: Aaron Heskins
- DOL: Helen Goosey

Area comunicazione
- Responsabile: Jordan Sibley
- Responsabile delle relazioni con i tifosi: Kelly Lewis

Area marketing
- Responsabile: Matthew Silvester

Area tecnica
- Direttore sportivo: Johannes Spors dal 7 febbraio 2025[21]
- Allenatore: Russell Martin fino al 15 dicembre 2024,[22] poi Simon Rusk (ad interim) fino al 21 dicembre 2024, poi Ivan Jurić fino al 7 aprile 2025,[23] poi Simon Rusk (ad interim)[24]
- Allenatore in seconda: Carl Martin, Matt Gill fino al 15 dicembre 2024, Colin Calderwood fino al 3 gennaio 2025, Matteo Paro dal 21 dicembre 2024 al 7 aprile 2025,[25] Adam Lallana dal 7 aprile 2025[24]
- Preparatore atletico: Stjepan Ostojić dal 21 dicembre 2024
- Scienziato dello sport: Rhys Owens fino al 3 gennaio 2025
- Preparatore dei portieri: Dean Thornton
- Preparatore individuale: Simon Rusk
- Match Analyst: Ben Parker

Area sanitaria
- Responsabile: Steve Wright
- Medico Sociale: Iñigo Sarriegui
- Fisioterapisti: Chris Lovegrove, Fraser McKinney, Luke Thomas, Neil Simms

## Rosa
Dal sito internet ufficiale della società.
| N. |                        | Ruolo | Calciatore               |
| -- | ---------------------- | ----- | ------------------------ |
| 1  | Inghilterra (bandiera) | P     | Alex McCarthy            |
| 2  | Inghilterra (bandiera) | D     | Kyle Walker-Peters       |
| 3  | Irlanda (bandiera)     | C     | Ryan Manning             |
| 4  | Inghilterra (bandiera) | C     | Flynn Downes             |
| 5  | Inghilterra (bandiera) | D     | Jack Stephens (capitano) |
| 6  | Inghilterra (bandiera) | D     | Taylor Harwood-Bellis    |
| 7  | Nigeria (bandiera)     | C     | Joe Aribo                |
| 8  | Irlanda (bandiera)     | C     | Will Smallbone           |
| 9  | Inghilterra (bandiera) | A     | Adam Armstrong           |
| 10 | Inghilterra (bandiera) | C     | Adam Lallana             |
| 11 | Scozia (bandiera)      | A     | Ross Stewart             |
| 12 | Inghilterra (bandiera) | D     | Ronnie Edwards           |
| 13 | Inghilterra (bandiera) | P     | Joe Lumley               |
| 14 | Inghilterra (bandiera) | D     | James Bree               |
| 15 | Inghilterra (bandiera) | D     | Nathan Wood-Gordon       |
| 16 | Giappone (bandiera)    | D     | Yukinari Sugawara        |
| 17 | Cile (bandiera)        | A     | Ben Brereton             |
| 18 | Portogallo (bandiera)  | C     | Mateus Fernandes         |
| 19 | Inghilterra (bandiera) | A     | Cameron Archer           |

| N. |                           | Ruolo | Calciatore                   |
| -- | ------------------------- | ----- | ---------------------------- |
| 20 | Ghana (bandiera)          | A     | Kamaldeen Sulemana           |
| 21 | Inghilterra (bandiera)    | D     | Charlie Taylor               |
| 22 | Argentina (bandiera)      | C     | Carlos Alcaraz               |
| 22 | Costa d'Avorio (bandiera) | A     | Maxwel Cornet                |
| 23 | Inghilterra (bandiera)    | A     | Samuel Edozie                |
| 24 | Scozia (bandiera)         | C     | Ryan Fraser                  |
| 26 | Francia (bandiera)        | C     | Lesley Ugochukwu             |
| 27 | Inghilterra (bandiera)    | A     | Samuel Amo-Ameyaw            |
| 28 | Spagna (bandiera)         | D     | Juan Larios                  |
| 29 | Danimarca (bandiera)      | C     | Albert Grønbæk               |
| 30 | Inghilterra (bandiera)    | P     | Aaron Ramsdale               |
| 32 | Nigeria (bandiera)        | A     | Paul Onuachu                 |
| 33 | Inghilterra (bandiera)    | C     | Tyler Dibling                |
| 34 | Brasile (bandiera)        | D     | Welington                    |
| 35 | Polonia (bandiera)        | D     | Jan Bednarek (vice capitano) |
| 37 | Germania (bandiera)       | D     | Armel Bella-Kotchap          |
| 39 | Francia (bandiera)        | D     | Joachim Kayi Sanda           |
| 46 | Inghilterra (bandiera)    | A     | Jay Robinson                 |
| 54 | Irlanda (bandiera)        | C     | Romeo Akachukwu              |
| 60 | Irlanda (bandiera)        | C     | Joe O'Brien-Whitmarsh        |

## Calciomercato

### Sessione estiva(dal 14/06 al 30/08)
| Acquisti         | Acquisti              | Acquisti         | Acquisti                    |
| R.               | Nome                  | da               | Modalità                    |
| ---------------- | --------------------- | ---------------- | --------------------------- |
| P                | Aaron Ramsdale        | Arsenal          | definitivo (21,4 milioni €) |
| D                | Ronnie Edwards        | Peterborough Utd | definitivo (3,5 milioni €)  |
| D                | Taylor Harwood-Bellis | Manchester City  | definitivo (23 milioni €)   |
| D                | Yukinari Sugawara     | AZ Alkmaar       | definitivo (7 milioni €)    |
| D                | Charlie Taylor        |                  | svincolato                  |
| D                | Nathan Wood-Gordon    | Swansea City     | definitivo (3,5 milioni €)  |
| C                | Flynn Downes          | West Ham Utd     | definitivo (17,8 milioni €) |
| C                | Mateus Fernandes      | Sporting Lisbona | definitivo (15 milioni €)   |
| C                | Adam Lallana          |                  | svincolato                  |
| C                | Kuryū Matsuki         | FC Tokyo         | definitivo                  |
| C                | Lesley Ugochukwu      | Chelsea          | prestito                    |
| A                | Cameron Archer        | Aston Villa      | definitivo (17,6 milioni €) |
| A                | Ben Brereton          | Villarreal       | definitivo (8,3 milioni €)  |
| A                | Maxwel Cornet         | West Ham Utd     | prestito                    |
| A                | Ryan Fraser           | Newcastle Utd    | definitivo                  |
| A                | Juan                  | San Paolo        | definitivo                  |
| Altre operazioni |                       |                  |                             |
| R.               | Nome                  | da               | Modalità                    |
| P                | Mateusz Lis           | Göztepe          | fine prestito               |
| D                | Armel Bella-Kotchap   | PSV              | fine prestito               |
| D                | Lyanco                | Al-Gharafa       | fine prestito               |
| D                | Romain Perraud        | Nizza            | fine prestito               |
| C                | Carlos Alcaraz        | Juventus         | fine prestito               |
| A                | Paul Onuachu          | Trabzonspor      | fine prestito               |
| A                | Rento Takaoka         | Nissho Gakuen FC | definitivo                  |

| Cessioni | Cessioni         | Cessioni         | Cessioni                                       |
| R.       | Nome             | a                | Modalità                                       |
| -------- | ---------------- | ---------------- | ---------------------------------------------- |
| P        | Mateusz Lis      | Göztepe          | definitivo                                     |
| D        | Lyanco           | Atlético Mineiro | definitivo (4,5 milioni €)                     |
| D        | Duje Ćaleta-Car  | Olympique Lione  | diritto di riscatto esercitato (3,6 milioni €) |
| D        | Romain Perraud   | Betis            | definitivo (3,5 milioni €)                     |
| C        | Carlos Alcaraz   | Flamengo         | definitivo (18 milioni €)                      |
| C        | Stuart Armstrong |                  | svincolato                                     |
| C        | Shea Charles     | Sheffield Weds   | prestito                                       |
| C        | Kuryū Matsuki    | Göztepe          | prestito                                       |
| A        | Sékou Mara       | Strasburgo       | definitivo (12 milioni €)                      |
| A        | Ché Adams        |                  | svincolato                                     |
| A        | Samuel Edozie    | Anderlecht       | prestito                                       |
| A        | Juan             | Göztepe          | prestito                                       |

### Sessione invernale(dal 01/01 al 03/02)
| Acquisti | Acquisti           | Acquisti     | Acquisti                 |
| R.       | Nome               | da           | Modalità                 |
| -------- | ------------------ | ------------ | ------------------------ |
| D        | Joachim Kayi Sanda | Valenciennes | definitivo (5 milioni €) |
| D        | Welington          | San Paolo    | definitivo               |
| C        | Albert Grønbæk     | Rennes       | prestito                 |

| Cessioni         | Cessioni              | Cessioni           | Cessioni      |
| R.               | Nome                  | a                  | Modalità      |
| ---------------- | --------------------- | ------------------ | ------------- |
| P                | Gavin Bazunu          | Standard Liegi     | prestito      |
| D                | Ronnie Edwards        | QPR                | prestito      |
| C                | Joe O'Brien-Whitmarsh | Accrington Stanley | prestito      |
| A                | Adam Armstrong        | West Bromwich      | prestito      |
| A                | Ben Brereton          | Sheffield Utd      | prestito      |
| A                | Samuel Amo-Ameyaw     | Strasburgo         | prestito      |
| Altre operazioni |                       |                    |               |
| R.               | Nome                  | a                  | Modalità      |
| A                | Maxwel Cornet         | West Ham Utd       | fine prestito |

## Risultati

### Premier League

#### Girone di andata
| Arbitro: | Pawson (South Yorkshire) |

|               |           |  |
| Joelinton 45’ | Marcatori |  |

| Arbitro: | Barrott (Yorkshire) |

|  |           |                 |
|  | Marcatori | 70’ Gibbs-White |

| Arbitro: | J. Smith (Cambridgeshire) |

|                           |           |                |
| Mbeumo 43’, 65’ Wissa 69’ | Marcatori | 90+5’ Sugawara |

| Arbitro: | Attwell (Warwickshire) |

|  |           |                                         |
|  | Marcatori | 35’ de Ligt 41’ Rashford 90+6’ Garnacho |

| Arbitro: | Allison (Wiltshire) |

|            |           |             |
| Dibling 5’ | Marcatori | 90+5’ Morsy |

| Arbitro: | Oliver (Northumberland) |

|                                        |           |                    |
| Evanilson 17’ Ouattara 32’ Semenyo 39’ | Marcatori | 51’ Harwood-Bellis |

| Arbitro: | Harrington (Cleveland) |

|                                     |           |            |
| Havertz 58’ Martinelli 68’ Saka 88’ | Marcatori | 55’ Archer |

| Arbitro: | Taylor (Cheshire) |

|                     |           |                                               |
| Archer 8’ Aribo 28’ | Marcatori | 64’ F. Buonanotte 74’ (rig.) Vardy 90+8’ Ayew |

| Arbitro: | Harrington (Cleveland) |

|            |           |  |
| Haaland 5’ | Marcatori |  |

| Arbitro: | Madley (West Yorkshire) |

|                  |           |  |
| A. Armstrong 85’ | Marcatori |  |

| Arbitro: | Bramall (South Yorkshire) |

|                      |           |  |
| Sarabia 2’ Cunha 51’ | Marcatori |  |

| Arbitro: | Barrott (Yorkshire) |

|                                   |           |                                      |
| A. Armstrong 42’ M. Fernandes 56’ | Marcatori | 30’ Szoboszlai 65’, 83’ (rig.) Salah |

| Arbitro: | R. Jones (Merseyside) |

|            |           |            |
| Mitoma 29’ | Marcatori | 59’ Downes |

| Arbitro: | Harrington (Cleveland) |

|           |           |                                                        |
| Aribo 11’ | Marcatori | 7’ Disasi 17’ Nkunku 34’ Madueke 76’ Palmer 87’ Sancho |

| Arbitro: | Bond (Lancashire) |

|           |           |  |
| Durán 24’ | Marcatori |  |

| Arbitro: | England (South Yorkshire) |

|  |           |                                                    |
|  | Marcatori | 1’, 45+5’ Maddison 12’ Son 14’ Kulusevski 25’ Sarr |

| Londra 22 dicembre 2024, ore 14:00 UTC 17ª giornata | Fulham                 | 0 – 0 referto | Southampton | Craven Cottage (26 819 spett.)\| Arbitro: \| Robinson[115] (West Sussex) \| |
| Arbitro:                                            | Robinson (West Sussex) |               |             |                                                                             |

| Arbitro: | L. Smith (Lancashire) |

|  |           |           |
|  | Marcatori | 59’ Bowen |

| Arbitro: | Salisbury (Lancashire) |

|                      |           |             |
| Chalobah 31’ Eze 52’ | Marcatori | 15’ Dibling |

#### Girone di ritorno
| Arbitro: | Attwell (Warwickshire) |

|  |           |                                                                 |
|  | Marcatori | 6’ Schade 62’, 69’ (rig.) Mbeumo 90+2’ Lewis-Potter 90+4’ Wissa |

| Arbitro: | Brooks (Leicestershire) |

|                        |           |                   |
| Diallo 82’, 90’, 90+4’ | Marcatori | 43’ (aut.) Ugarte |

| Arbitro: | Taylor (Cheshire) |

|                                       |           |                            |
| Anderson 11’ Hudson-Odoi 28’ Wood 41’ | Marcatori | 60’ Bednarek 90+1’ Onuachu |

| Arbitro: | Barrott (Yorkshire) |

|              |           |                                 |
| Bednarek 10’ | Marcatori | 26’ (rig.), 30’ Isak 51’ Tonali |

| Arbitro: | Oliver (Northumberland) |

|           |           |                       |
| Delap 31’ | Marcatori | 21’ Aribo 87’ Onuachu |

| Arbitro: | Gillett |

|              |           |                                         |
| Sulemana 72’ | Marcatori | 14’ Ouattara 16’ Christie 83’ Tavernier |

| Arbitro: | Bond (Lancashire) |

|  |           |                                                      |
|  | Marcatori | 23’ João Pedro 56’ Rutter 71’ Mitoma 82’ Hinshelwood |

| Arbitro: | Bramall (South Yorkshire) |

|                                                        |           |  |
| Nkunku 24’ Pedro Neto 36’ L. Colwill 44’ Cucurella 78’ | Marcatori |  |

| Arbitro: | L. Smith (Lancashire) |

|                                        |           |                 |
| Núñez 51’ Salah 55’ (rig.), 88’ (rig.) | Marcatori | 45+1’ Smallbone |

| Arbitro: | R. Jones (Merseyside) |

|             |           |                        |
| Onuachu 75’ | Marcatori | 19’, 47’ Strand Larsen |

| Arbitro: | Madley (West Yorkshire) |

|             |           |              |
| Onuachu 20’ | Marcatori | 90+2’ França |

| Arbitro: | Salisbury (Lancashire) |

|                                      |           |                  |
| B. Johnson 13’, 42’ Tel 90+6’ (rig.) | Marcatori | 90’ M. Fernandes |

| Arbitro: | Bramall (South Yorkshire) |

|  |           |                                    |
|  | Marcatori | 73’ Watkins 79’ Malen 90+4’ McGinn |

| Arbitro: | Kitchen (Durham) |

|           |           |                 |
| Bowen 47’ | Marcatori | 90+3’ Ugochukwu |

| Arbitro: | Harrington (Cleveland) |

|              |           |                                |
| Stephens 14’ | Marcatori | 72’ Smith Rowe 90+2’ Sessegnon |

| Arbitro: | D. Webb (Durham) |

|                    |           |  |
| Vardy 17’ Ayew 44’ | Marcatori |  |

| Southampton 10 maggio 2025, ore 15:00 UTC+1 36ª giornata | Southampton            | 0 – 0 referto | Manchester City | St. Mary's Stadium (30 937 spett.)\| Arbitro: \| Robinson[134] (West Sussex) \| |
| Arbitro:                                                 | Robinson (West Sussex) |               |                 |                                                                                 |

| Arbitro: | Oliver (Northumberland) |

|                  |           |  |
| Ndiaye 6’, 45+2’ | Marcatori |  |

| Arbitro: | Bond (Lancashire) |

|             |           |                          |
| Stewart 56’ | Marcatori | 43’ Tierney 89’ Ødegaard |

### FA Cup

#### Fase finale
| Arbitro: | Harrington (Cleveland) |

|                               |           |  |
| Sulemana 20’ Dibling 35’, 65’ | Marcatori |  |

| Arbitro: | Finnie (Bedfordshire) |

|  |           |                |
|  | Marcatori | 77’ M. Edwards |

### Carabao Cup
| Arbitro: | Nield (West Yorkshire) |

|                                                       |           |                                                              |
| R. Colwill 21’ R. Edwards 48’ (aut.) A. Robertson 57’ | Marcatori | 10’ M. Fernandes 30’ Amo-Ameyaw 55’, 90+4’ Archer 90+1’ Bree |

| Arbitro: | Bond (Lancashire) |

|                                              |                      |                                                         |
| Doucouré 20’                                 | Marcatori            | 32’ Harwood-Bellis                                      |
| Keane McNeil Ndiaye Lindstrøm Harrison Young | Tiri di rigore 5 – 6 | M. Fernandes Stewart Brereton Harwood-Bellis Aribo Bree |

| Arbitro: | L. Smith (Lancashire) |

|                                                     |           |                         |
| Harwood-Bellis 19’ A. Armstrong 35’ (rig.) Bree 88’ | Marcatori | 45’ Phillips 54’ Cannon |

| Arbitro: | Hooper (Wiltshire) |

|            |           |                       |
| Archer 59’ | Marcatori | 23’ Núñez 32’ Elliott |

## Statistiche
Statistiche aggiornate al 25 maggio 2025.

### Statistiche di squadra
| Competizione   | Punti | In casa | In casa | In casa | In casa | In casa | In casa | In trasferta | In trasferta | In trasferta | In trasferta | In trasferta | In trasferta | Totale | Totale | Totale | Totale | Totale | Totale | DR  |
| Competizione   | Punti | G       | V       | N       | P       | Gf      | Gs      | G            | V            | N            | P            | Gf           | Gs           | G      | V      | N      | P      | Gf     | Gs     | DR  |
| -------------- | ----- | ------- | ------- | ------- | ------- | ------- | ------- | ------------ | ------------ | ------------ | ------------ | ------------ | ------------ | ------ | ------ | ------ | ------ | ------ | ------ | --- |
| Premier League | 12    | 19      | 1       | 3       | 15      | 13      | 47      | 19           | 1            | 3            | 15           | 13           | 39           | 38     | 2      | 6      | 30     | 26     | 86     | -60 |
| FA Cup         | -     | 2       | 1       | 0       | 1       | 3       | 1       | 0            | 0            | 0            | 0            | 0            | 0            | 2      | 1      | 0      | 1      | 3      | 1      | +2  |
| Carabao Cup    | -     | 2       | 1       | 0       | 1       | 4       | 4       | 2            | 2            | 0            | 0            | 6            | 4            | 4      | 3      | 0      | 1      | 10     | 8      | +2  |
| Totale         | -     | 23      | 3       | 3       | 17      | 20      | 52      | 21           | 3            | 3            | 15           | 19           | 43           | 44     | 6      | 6      | 32     | 39     | 95     | -56 |

### Andamento in campionato
| Giornata  | 1  | 2  | 3  | 4  | 5  | 6  | 7  | 8  | 9  | 10 | 11 | 12 | 13 | 14 | 15 | 16 | 17 | 18 | 19 | 20 | 21 | 22 | 23 | 24 | 25 | 26 | 27 | 28 | 29 | 30 | 31 | 32 | 33 | 34 | 35 | 36 | 37 | 38 |
| --------- | -- | -- | -- | -- | -- | -- | -- | -- | -- | -- | -- | -- | -- | -- | -- | -- | -- | -- | -- | -- | -- | -- | -- | -- | -- | -- | -- | -- | -- | -- | -- | -- | -- | -- | -- | -- | -- | -- |
| Luogo     | T  | C  | T  | C  | C  | T  | T  | C  | T  | C  | T  | C  | T  | C  | T  | C  | T  | C  | T  | C  | T  | T  | C  | T  | C  | C  | T  | T  | C  | C  | T  | C  | T  | C  | T  | C  | T  | C  |
| Risultato | P  | P  | P  | P  | N  | P  | P  | P  | P  | V  | P  | P  | N  | P  | P  | P  | N  | P  | P  | P  | P  | P  | P  | V  | P  | P  | P  | P  | P  | N  | P  | P  | N  | P  | P  | N  | P  | P  |
| Posizione | 16 | 16 | 19 | 19 | 18 | 19 | 19 | 19 | 20 | 19 | 20 | 20 | 20 | 20 | 20 | 20 | 20 | 20 | 20 | 20 | 20 | 20 | 20 | 20 | 20 | 20 | 20 | 20 | 20 | 20 | 20 | 20 | 20 | 20 | 20 | 20 | 20 | 20 |

Fonte: (EN) Tables, su premierleague.com. URL consultato il 16 marzo 2025.
Legenda:

Luogo: C = Casa; T = Trasferta. Risultato: V = Vittoria; N = Pareggio; P = Sconfitta.

### Statistiche dei giocatori
Sono in corsivo i calciatori che hanno lasciato la squadra a stagione in corso.
| Giocatore            | Premier League | Premier League | Premier League | Premier League | FA Cup   | FA Cup | FA Cup      | FA Cup     | Carabao Cup | Carabao Cup | Carabao Cup | Carabao Cup | Totale   | Totale | Totale      | Totale     |
| Giocatore            | Presenze       | Reti           | Ammonizioni    | Espulsioni     | Presenze | Reti   | Ammonizioni | Espulsioni | Presenze    | Reti        | Ammonizioni | Espulsioni  | Presenze | Reti   | Ammonizioni | Espulsioni |
| -------------------- | -------------- | -------------- | -------------- | -------------- | -------- | ------ | ----------- | ---------- | ----------- | ----------- | ----------- | ----------- | -------- | ------ | ----------- | ---------- |
| C. Alcaraz           | 1              | 0              | 0              | 0              | 0        | 0      | 0           | 0          | 0           | 0           | 0           | 0           | 1        | 0      | 0           | 0          |
| R. Akachukwu         | 0              | 0              | 0              | 0              | 0        | 0      | 0           | 0          | 1           | 0           | 0           | 0           | 1        | 0      | 0           | 0          |
| S. Amo-Ameyaw        | 2              | 0              | 1              | 0              | 0        | 0      | 0           | 0          | 2           | 1           | 0           | 0           | 4        | 1      | 1           | 0          |
| C. Archer            | 35             | 2              | 0              | 0              | 2        | 0      | 0           | 0          | 3           | 3           | 0           | 0           | 40       | 5      | 0           | 0          |
| J. Aribo             | 32             | 3              | 1              | 0              | 2        | 0      | 0           | 0          | 3           | 0           | 0           | 0           | 37       | 3      | 1           | 0          |
| A. Armstrong         | 20             | 2              | 4              | 0              | 1        | 0      | 0           | 0          | 2           | 1           | 2           | 0           | 23       | 3      | 6           | 0          |
| J. Bednarek          | 30             | 2              | 7              | 0              | 2        | 0      | 0           | 0          | 2           | 0           | 0           | 0           | 34       | 2      | 7           | 0          |
| A. Bella-Kotchap     | 4              | 0              | 0              | 0              | 0        | 0      | 0           | 0          | 1           | 0           | 0           | 0           | 5        | 0      | 0           | 0          |
| J. Bree              | 17             | 0              | 0              | 0              | 2        | 0      | 1           | 0          | 4           | 2           | 1           | 0           | 23       | 2      | 2           | 0          |
| B. Brereton          | 10             | 0              | 1              | 0              | 0        | 0      | 0           | 0          | 3           | 0           | 1           | 0           | 13       | 0      | 2           | 0          |
| M. Cornet            | 2              | 0              | 1              | 0              | 0        | 0      | 0           | 0          | 2           | 0           | 1           | 0           | 4        | 0      | 2           | 0          |
| T. Dibling           | 33             | 2              | 6              | 0              | 2        | 2      | 0           | 0          | 3           | 0           | 1           | 0           | 38       | 4      | 7           | 0          |
| F. Downes            | 27             | 1              | 12             | 0              | 0        | 0      | 0           | 0          | 2           | 0           | 1           | 0           | 29       | 1      | 13          | 0          |
| S. Edozie            | 2              | 0              | 1              | 0              | 0        | 0      | 0           | 0          | 1           | 0           | 0           | 0           | 3        | 0      | 1           | 0          |
| R. Edwards           | 1              | 0              | 0              | 0              | 0        | 0      | 0           | 0          | 1           | 0           | 0           | 0           | 2        | 0      | 0           | 0          |
| M. Fernandes         | 36             | 2              | 8              | 0              | 2        | 0      | 0           | 0          | 4           | 1           | 0           | 0           | 42       | 3      | 8           | 0          |
| R. Fraser            | 8              | 0              | 0              | 1              | 0        | 0      | 0           | 0          | 2           | 0           | 0           | 0           | 10       | 0      | 0           | 1          |
| A. Grønbæk           | 4              | 0              | 0              | 0              | 1        | 0      | 0           | 0          | 0           | 0           | 0           | 0           | 5        | 0      | 0           | 0          |
| T. Harwood-Bellis    | 34             | 1              | 9              | 0              | 1        | 0      | 0           | 0          | 3           | 2           | 0           | 0           | 38       | 3      | 9           | 0          |
| J. Kayi Sanda        | 2              | 0              | 0              | 0              | 0        | 0      | 0           | 0          | 0           | 0           | 0           | 0           | 2        | 0      | 0           | 0          |
| A. Lallana           | 14             | 0              | 4              | 0              | 1        | 0      | 0           | 0          | 3           | 0           | 0           | 0           | 18       | 0      | 4           | 0          |
| J. Larios            | 0              | 0              | 0              | 0              | 0        | 0      | 0           | 0          | 1           | 0           | 0           | 0           | 1        | 0      | 0           | 0          |
| J. Lumley            | 3              | -7             | 0              | 0              | 0        | -0     | 0           | 0          | 1           | -3          | 0           | 0           | 4        | -10    | 0           | 0          |
| R. Manning           | 24             | 0              | 2              | 0              | 2        | 0      | 1           | 0          | 1           | 0           | 0           | 0           | 27       | 0      | 3           | 0          |
| A. McCarthy          | 5              | -13            | 0              | 0              | 1        | -1     | 0           | 0          | 2           | -3          | 0           | 0           | 8        | -17    | 0           | 0          |
| J. O'Brien-Whitmarsh | 0              | 0              | 0              | 0              | 0        | 0      | 0           | 0          | 1           | 0           | 0           | 0           | 1        | 0      | 0           | 0          |
| P. Onuachu           | 25             | 4              | 4              | 0              | 1        | 0      | 0           | 0          | 2           | 0           | 0           | 0           | 28       | 4      | 4           | 0          |
| A. Ramsdale          | 30             | -66            | 2              | 0              | 1        | -0     | 0           | 0          | 1           | -2          | 0           | 0           | 32       | -68    | 2           | 0          |
| J. Robinson          | 4              | 0              | 0              | 0              | 0        | 0      | 0           | 0          | 0           | 0           | 0           | 0           | 4        | 0      | 0           | 0          |
| W. Smallbone         | 18             | 1              | 1              | 0              | 2        | 0      | 0           | 0          | 0           | 0           | 0           | 0           | 20       | 1      | 1           | 0          |
| J. Stephens          | 19             | 1              | 2              | 2              | 0        | 0      | 0           | 0          | 0           | 0           | 0           | 0           | 19       | 1      | 2           | 2          |
| R. Stewart           | 12             | 1              | 1              | 0              | 0        | 0      | 0           | 0          | 1           | 0           | 0           | 0           | 13       | 1      | 1           | 0          |
| Y. Sugawara          | 30             | 1              | 4              | 0              | 0        | 0      | 0           | 0          | 2           | 0           | 0           | 0           | 32       | 1      | 4           | 0          |
| K. Sulemana          | 26             | 1              | 2              | 0              | 2        | 1      | 1           | 0          | 2           | 0           | 0           | 0           | 30       | 2      | 3           | 0          |
| C. Taylor            | 8              | 0              | 1              | 0              | 0        | 0      | 0           | 0          | 2           | 0           | 0           | 0           | 10       | 0      | 1           | 0          |
| L. Ugochukwu         | 26             | 1              | 7              | 0              | 2        | 0      | 0           | 0          | 3           | 0           | 0           | 0           | 31       | 1      | 7           | 0          |
| K. Walker-Peters     | 33             | 0              | 5              | 0              | 2        | 0      | 0           | 0          | 0           | 0           | 0           | 0           | 35       | 0      | 5           | 0          |
| Welington            | 10             | 0              | 1              | 0              | 1        | 0      | 0           | 0          | 0           | 0           | 0           | 0           | 11       | 0      | 1           | 0          |
| N. Wood-Gordon       | 11             | 0              | 2              | 0              | 1        | 0      | 0           | 0          | 3           | 0           | 1           | 0           | 15       | 0      | 3           | 0          |